# Börzönce
Börzönce là một thị trấn thuộc hạt Zala, Hungary. Thị trấn này có diện tích 5,6 km², dân số năm 2010 là 63 người, mật độ 11 người/km².